# Девятипунктирная линия

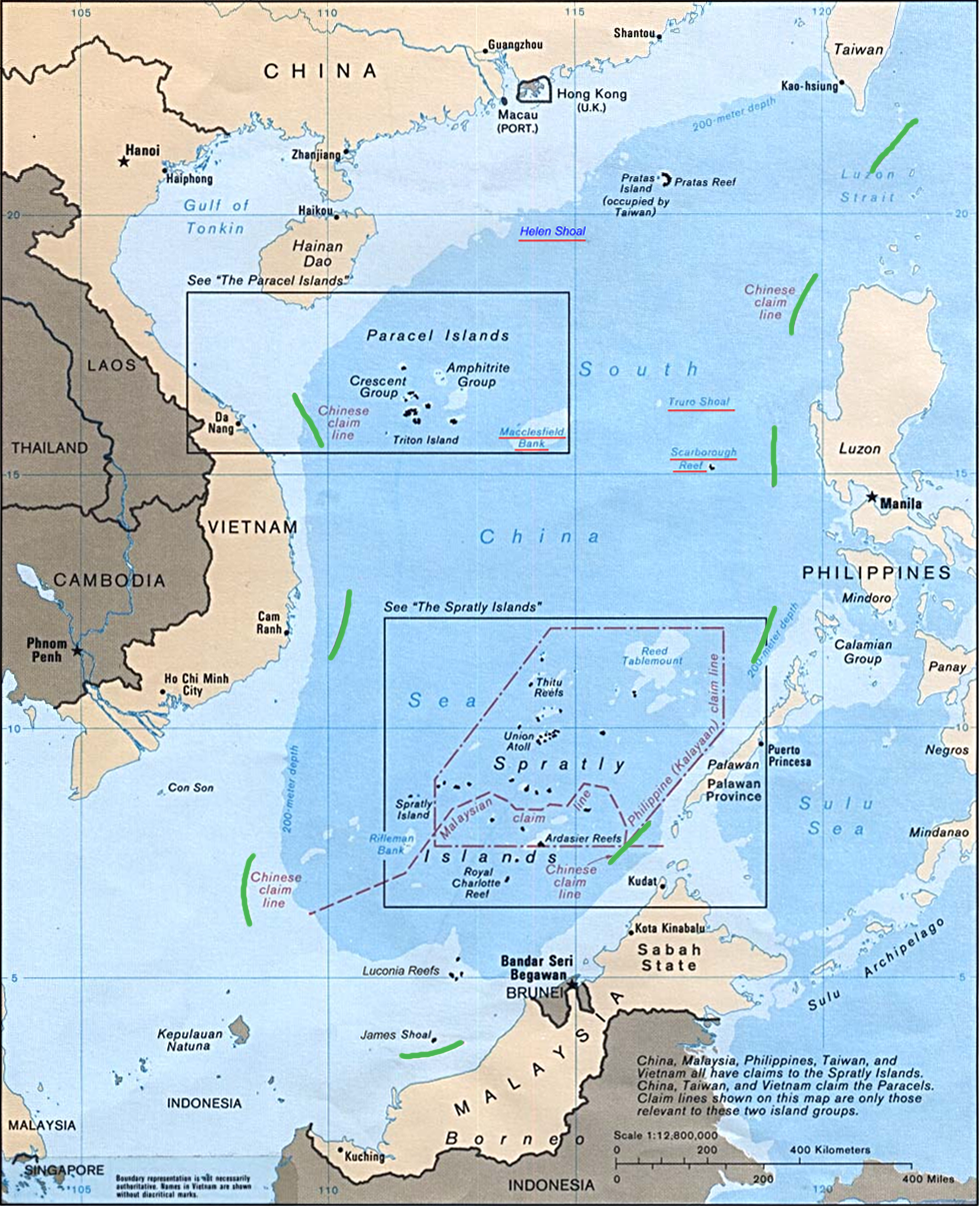
Линия девяти пунктиров (пунктиры зеленые)

Линия девяти пунктиров, U-образная линия,, карта девяти тире или одиннадцатипунктирная линия — линия, которую использует Китай для определения его территориальных требований в Южно-Китайском море. Это Парасельские острова, на которые имеют претензии Вьетнам и Тайвань, острова Спратли, чью принадлежность оспаривают Филиппины, Китай, Бруней, Малайзия, Тайвань и Вьетнам (согласно прогнозам, на территории архипелага находятся большие залежи нефти), и некоторые другие. Карта с «линией одиннадцати пунктиров» была представлена ещё националистическим правительством Китая в 1947 году, пока не была переименована в «линию девяти пунктиров» (на Тайване до сих пор используют старое название). Во Вьетнаме она также известна как Đường lưỡi bò — «карта коровьего языка», карта «пути коровьего языка». Согласно китайским источникам эта линия впервые появилась в феврале 1948 г. как U-образная линия одиннадцати пунктиров на картах, что увидели свет в частных публикациях в Китае. Однако согласно решению китайского правительства передать остров Батьлонгви и прилегающие к нему акватории Вьетнаму, в 1953 году по указанию премьера КНР Чжоу Эньлая были внесены изменения, в результате чего появилась ныне известная «девятипунктирная линия».
Эта линия определяет зону китайских интересов в водах Южно-Китайского моря от материкового Китая и острова Хайнань до побережья Малайзии и Брунея почти на экваторе.